# Manwë
Manwë je izmišljen lik iz pripovedi angleškega pisatelja J.R.R. Tolkiena o Srednjem svetu, nastopa v zbirki Silmarillion.
Je kralj in najmočnejši od štirinajstih valar, ki so prišli na Ardo. Je kralj vetrov in lahko vidi dlje kot katerokoli drugo bitje. Njegova partnerica je Varda, kraljica zvezd. 
Manwe je bil iluvatorju najljubši valar. Skregal se je s Feanorjem, zaradi Melkorjevih laži. 